# Општина Тлалтизапан (Морелос)
Тлалтизапан (шп. Tlaltizapán) општина је у Мексику у савезној држави Морелос. Општина се налази на надморској висини од 939 м.

## Становништво
Према подацима из 2010. у општини је живело 48881 становника.

### Хронологија
| Година       | 2000                  | 2005                  | 2010                  |
| ------------ | --------------------- | --------------------- | --------------------- |
| Становништво | 45272 (22004 / 23268) | 44773 (21489 / 23284) | 48881 (23865 / 25016) |

### Попис
| \| \| м \| \| \| ж \| \| 0—2 \| 1.257 \| \| \| 1.233 \| \| 3—5 \| 1.418 \| \| \| 1.316 \| \| 6—11 \| 3.039 \| \| \| 2.861 \| \| 12—14 \| 1.433 \| \| \| 1.415 \| \| 15—17 \| 1.589 \| \| \| 1.534 \| \| 18—24 \| 2.992 \| \| \| 3.139 \| \| 60+ \| 2.553 \| \| \| 2.667 \| \| Просек : \| 29,1 \| \| \| 30,2 \| |       |  |  |       |
| |       |  |  |       |
| | м     |  |  | ж     |
| 0—2 | 1.257 |  |  | 1.233 |
| 3—5 | 1.418 |  |  | 1.316 |
| 6—11 | 3.039 |  |  | 2.861 |
| 12—14 | 1.433 |  |  | 1.415 |
| 15—17 | 1.589 |  |  | 1.534 |
| 18—24 | 2.992 |  |  | 3.139 |
| 60+ | 2.553 |  |  | 2.667 |
| Просек : | 29,1  |  |  | 30,2  |

| #   | Индикатор                                                                                        | Вредност |
| --- | ------------------------------------------------------------------------------------------------ | -------- |
| 1   | Становништво од 0 до 2 године                                                                    | 2490     |
| 2   | Мушко становништво од 0 до 2 године                                                              | 1257     |
| 3   | Женско становништво од 0 до 2 године                                                             | 1233     |
| 4   | Становништво са 3 и више година                                                                  | 45938    |
| 5   | Мушко становништво са 3 и више година                                                            | 22382    |
| 6   | Женско становништво са 3 и више година                                                           | 23556    |
| 7   | Становништво са 5 и више година                                                                  | 44126    |
| 8   | Мушко становништво са 5 и више година                                                            | 21452    |
| 9   | Женско становништво са 5 и више година                                                           | 22674    |
| 10  | Становништво са 12 и више година                                                                 | 37304    |
| 11  | Мушко становништво са 12 и више година                                                           | 17925    |
| 12  | Женско становништво са 12 и више година                                                          | 19379    |
| 13  | Становништво са 15 и више година                                                                 | 34456    |
| 14  | Мушко становништво са 15 и више година                                                           | 16492    |
| 15  | Женско становништво са 15 и више година                                                          | 17964    |
| 16  | Становништво са 18 и више година                                                                 | 31333    |
| 17  | Мушко становништво са 18 и више година                                                           | 14903    |
| 18  | Женско становништво са 18 и више година                                                          | 16430    |
| 19  | Становништво од 3 до 5 година                                                                    | 2734     |
| 20  | Мушко становништво од 3 до 5 година                                                              | 1418     |
| 21  | Женско становништво од 3 до 5 година                                                             | 1316     |
| 22  | Становништво од 6 до 11 година                                                                   | 5900     |
| 23  | Мушко становништво од 6 до 11 година                                                             | 3039     |
| 24  | Женско становништво од 6 до 11 година                                                            | 2861     |
| 25  | Становништво од 8 до 14 година                                                                   | 6852     |
| 26  | Мушко становништво од 8 до 14 година                                                             | 3486     |
| 27  | Женско становништво од 8 до 14 година                                                            | 3366     |
| 28  | Становништво од 12 до 14 година                                                                  | 2848     |
| 29  | Мушко становништво од 12 до 14 година                                                            | 1433     |
| 30  | Женско становништво од 12 до 14 година                                                           | 1415     |
| 31  | Становништво од 15 до 17 година                                                                  | 3123     |
| 32  | Мушко становништво од 15 до 17 година                                                            | 1589     |
| 33  | Женско становништво од 15 до 17 година                                                           | 1534     |
| 34  | Становништво од 18 до 24 године                                                                  | 6131     |
| 35  | Мушко становништво од 18 до 24 године                                                            | 2992     |
| 36  | Женско становништво од 18 до 24 године                                                           | 3139     |
| 37  | Женско становништво од 15 до 49 година                                                           | 13125    |
| 38  | Становништво са 60 и више година                                                                 | 5220     |
| 39  | Мушко становништво са 60 и више година                                                           | 2553     |
| 40  | Женско становништво са 60 и више година                                                          | 2667     |
| 41  | Однос између мушкараца и жена                                                                    | 95.4     |
| 42  | Становништво од нуле до 14 година                                                                | 13972    |
| 43  | Становништво од 15 до 64 године                                                                  | 30712    |
| 44  | Становништво од 65 година и више                                                                 | 3744     |
| 45  | Просечан број деце                                                                               | 2.51     |
| 46  | Становништво рођено у ентитету                                                                   | 38978    |
| 47  | Мушко становништво рођено у ентитету                                                             | 19127    |
| 48  | Женско становништво рођено у ентитету                                                            | 19851    |
| 49  | Становништво рођено у другом ентитету                                                            | 8855     |
| 50  | Мушко становништво рођено у другом ентитету                                                      | 4220     |
| 51  | Женско становништво рођено у другом ентитету                                                     | 4635     |
| 52  | Становништво од 5 година и више резидентно у ентитету у јуну 2005. године                        | 41645    |
| 53  | Мушко становништво старосног доба од 5 година и више, резидентно у ентитету у јуну 2005. године  | 20056    |
| 54  | Женско становништво старосног доба од 5 и више година, резидентно у ентитету у јуну 2005. године | 21589    |
| 55  | Становништво од 5 година и више које је живело у другом ентитету у јуну 2005. године             | 1211     |
| 56  | Мушко становништво старије од 5 година које је живело у другом ентитету у јуну 2005. године      | 599      |
| 57  | Женско становништво старије од 5 година које је живело у другом ентитету у јуну 2005. године     | 612      |
| 58  | Становништво од 3 године и више које говори аутохтони језик                                      | 467      |
| 59  | Мушко становништво старо 3 године и више које говори аутохтони језик                             | 240      |
| 60  | Женско становништво старо 3 године и више које говори аутохтони језик                            | 227      |
| 61  | Становништво од 3 године и више које говори аутохтони језик и не говори шпански језик            | 3        |
| 62  | Мушко становништво старо 3 године и више које говори аутохтони језик и не говори шпански         | 0        |
| 63  | Женско становништво старо 3 године и више које говори аутохтони језик и не говори шпански језик  | 3        |
| 64  | Становништво старо 3 године и више које говори аутохтони језик и шпански                         | 412      |
| 65  | Мушко становништво старо 3 године и више које говори аутохтони језик и шпански                   | 214      |
| 66  | Женско становништво старо 3 године и више које говори аутохтони језик и шпански                  | 198      |
| 67  | Становништво од 5 година и више које говори аутохтони језик                                      | 458      |
| 68  | Становништво од 5 година и више које говори аутохтони језик и не говори шпански језик            | 3        |
| 69  | Становништво од 5 година и више које говори аутохтони језик и говори шпански језик               | 403      |
| 70  | Становништво у домородачким домаћинствима                                                        | 802      |
| 71  | Становништво са ограничењима у активностима                                                      | 2466     |
| 72  | Становништво са ограниченим ходањем или кретањем, горе или доле                                  | 1423     |
| 73  | Становници са ограничењима вида, чак и уз кориштење сочива                                       | 602      |
| 74  | Становништво са ограничењима говора, комуникације или конверзације                               | 242      |
| 75  | Становништво са ограниченим слухом                                                               | 251      |
| 76  | Становништво са ограничењима при одевању, купању или јелу                                        | 93       |
| 77  | Становништво са ограничењима у опажању или учењу једноставних ствари                             | 91       |
| 78  | Становништво са менталним ограничењима                                                           | 216      |
| 79  | Становништво без ограничења активности                                                           | 45655    |
| 80  | Становништво од 3 до 5 година које не похађа школу                                               | 1487     |
| 81  | Мушко становништво од 3 до 5 година које не похађа школу                                         | 766      |
| 82  | Женско становништво од 3 до 5 година које не похађа школу                                        | 721      |
| 83  | Становништво од 6 до 11 година које не похађа школу                                              | 232      |
| 84  | Мушко становништво од 6 до 11 година које не похађа школу                                        | 137      |
| 85  | Женско становништво од 6 до 11 година које не похађа школу                                       | 95       |
| 86  | Становништво од 12 до 14 година које не похађа школу                                             | 283      |
| 87  | Мушко становништво од 12 до 14 година које не похађа школу                                       | 164      |
| 88  | Женско становништво од 12 до 14 година које не похађа школу                                      | 119      |
| 89  | Становништво од 15 до 17 година похађа школу                                                     | 2023     |
| 90  | Мушко становништво од 15 до 17 година похађа школу                                               | 997      |
| 91  | Женско становништво између 15 и 17 година живота у школи                                         | 1026     |
| 92  | Становништво од 18 до 24 године похађа школу                                                     | 1507     |
| 93  | Мушко становништво од 18 до 24 године похађа школу                                               | 726      |
| 94  | Женско становништво од 18 до 24 године похађа школу                                              | 781      |
| 95  | Становништво од 8 до 14 година које не може да чита и пише                                       | 236      |
| 96  | Мушко становништво старосног доба од 8 до 14 година које не може да чита и пише                  | 148      |
| 97  | Женско становништво старосног доби од 8 до 14 година које не може да чита и пише                 | 88       |
| 98  | Становништво од 15 година и више које је неписмено                                               | 3115     |
| 99  | Мушко становништво од 15 година и више које је неписмено                                         | 1341     |
| 100 | Женско становништво од 15 година и више које је неписмено                                        | 1774     |
| 101 | Становништво старо 15 и више година без школовања                                                | 3390     |
| 102 | Мушко становништво старо 15 и више година без школовања                                          | 1526     |
| 103 | Женско становништво старо 15 и више година без школовања                                         | 1864     |
| 104 | Становништво старосног доба 15 и више година са непотпуним основним образовањем                  | 4329     |
| 105 | Мушко становништво старосног доба од 15 година и више са непотпуном основним образовањем         | 2066     |
| 106 | Женско становништво старосног доба 15 и више година са непотпуном основним образовањем           | 2263     |
| 107 | Становништво старо 15 и више година са комплетним основним образовањем                           | 4933     |
| 108 | Мушко становништво старо 15 година и више са комплетним основним образовањем                     | 2323     |
| 109 | Женско становништво старо 15 и више година са комплетним основним образовањем                    | 2610     |
| 110 | Становништво старосног доба 15 и више година са непотпуним средњим образовањем                   | 1723     |
| 111 | Мушко становништво старосног доба од 15 година и више са непотпуним средњим образовањем          | 911      |
| 112 | Женско становништво старосног доба од 15 година и више са непотпуним средњим образовањем         | 812      |
| 113 | Становништво старо 15 и више година са пуним секундарном образовањем                             | 10001    |
| 114 | Мушко становништво старосног доба од 15 година и више са пуним секундарном образовањем           | 4869     |
| 115 | Женско становништво старосног доба од 15 година и више са пуним секундарном образовањем          | 5132     |
| 116 | Становништво старије од 18 година са постосновним образовањем                                    | 8981     |
| 117 | Мушко становништво старије од 18 година са постосновним образовањем                              | 4314     |
| 118 | Женско становништво старије од 18 година са постосновним образовањем                             | 4667     |
| 119 | Просечна оцена школовања                                                                         | 7.95     |
| 120 | Просечан ниво образовања мушке популације                                                        | 8.02     |
| 121 | Просечан ниво образовања женског становништва                                                    | 7.89     |
| 122 | Економски активно становништво                                                                   | 18296    |
| 123 | Економски активна мушка популација                                                               | 12685    |
| 124 | Економски активна женска популација                                                              | 5611     |
| 125 | Становништво које није економски активно                                                         | 18841    |
| 126 | Мушко становништво које није економски активно                                                   | 5129     |
| 127 | Женско становништво које није економски активно                                                  | 13712    |
| 128 | Запослено становништво                                                                           | 17165    |
| 129 | Запослено мушко становништво                                                                     | 11745    |
| 130 | Запослено женско становништво                                                                    | 5420     |
| 131 | Незапослена популација                                                                           | 1131     |
| 132 | Незапослена мушка популација                                                                     | 940      |
| 133 | Незапослена женска популација                                                                    | 191      |
| 134 | Становништво без права на здравствене услуге                                                     | 14505    |
| 135 | Становништво које има право на здравствене услуге                                                | 33840    |
| 136 | Становништво које има право на ИМСС                                                              | 14763    |
| 137 | Становништво које има право на социјално осигурање                                               | 2515     |
| 138 | Становништво које има право на државно социјално осигурање                                       | 29       |
| 139 | Становништво које има право на опште осигурање или здравствено осигурање за нову генерацију      | 16530    |
| 140 | Становништво које је било једном или није било у браку током 12 година и више                    | 12277    |
| 141 | Венчано или уједињено становништво од 12 година и више                                           | 20838    |
| 142 | Становништво које је било у браку или уједињено 12 година и више                                 | 4130     |
| 143 | Становништво са католичком религијом                                                             | 36505    |
| 144 | Протестанти, еванђелисти и библијски следбеници различити од еванђелиста                         | 7167     |
| 145 | Становништво са другим религијама различитим од претходних                                       | 55       |
| 146 | Становништво без религије                                                                        | 3880     |
| 147 | Укупно пописаних домаћинства                                                                     | 12871    |
| 148 | Пописна домаћинства на челу са мушкарцима                                                        | 9560     |
| 149 | Пописна домаћинства на челу са женама                                                            | 3311     |
| 150 | Становништво у пописним домаћинствима                                                            | 48243    |
| 151 | Становништво у пописним домаћинствима на челу са мушкарцима                                      | 37463    |
| 152 | Становништво у пописним домаћинствима на челу са женама                                          | 10780    |
| 153 | Укупно домаћинстава                                                                              | 17629    |
| 154 | Укупно насељених домаћинстава                                                                    | 13020    |
| 155 | Укупно приватних кућа                                                                            | 17480    |
| 156 | Насељени приватни домови                                                                         | 12871    |
| 157 | Укупно насељених приватних кућа                                                                  | 13009    |
| 158 | Ненасељене приватне куће                                                                         | 3063     |
| 159 | Појединачна домаћинства за привремену употребу                                                   | 1546     |
| 160 | Становници у насељеним приватним кућама                                                          | 48243    |
| 161 | Насељеност станара у приватним становима                                                         | 3.75     |
| 162 | Просечно становника по соби у приватним насељеним домаћинствима                                  | 1.08     |
| 163 | Појединачна домаћинства са подовима од различитих материјала од земље                            | 11253    |
| 164 | Појединачна домаћинства у приземљу                                                               | 1561     |
| 165 | Појединачна домаћинства са једном спаваћом собом                                                 | 4926     |
| 166 | Појединачна домаћинства са две спаваће собе и више                                               | 7899     |
| 167 | Појединачна домаћинства са једним собом                                                          | 1055     |
| 168 | Појединачна домаћинства са две собе                                                              | 2585     |
| 169 | Појединачна домаћинства са 3 собе и више                                                         | 9166     |
| 170 | Појединачна домаћинства која имају електрично светло                                             | 12636    |
| 171 | Појединачна домаћинства која немају електрично светло                                            | 193      |
| 172 | Појединачна домаћинства која имају водоводну воду у стамбеном простору                           | 11079    |
| 173 | Појединачна домаћинства која немају водоводну воду у стамбеном простору                          | 1710     |
| 174 | Појединачна домаћинства која имају тоалет                                                        | 12314    |
| 175 | Појединачна домаћинства која имају канализацију                                                  | 12252    |
| 176 | Појединачна домаћинства која немају канализацију                                                 | 517      |
| 177 | Појединачна домаћинства која имају електрично светло, довод воде из јавне мреже и канализацију   | 10709    |
| 178 | Појединачна домаћинства без икаквих услова                                                       | 212      |
| 179 | Појединачна домаћинства која имају радио                                                         | 10111    |
| 180 | Појединачна домаћинства која имају телевизор                                                     | 12188    |
| 181 | Појединачна домаћинства која имају фрижидер                                                      | 11132    |
| 182 | Појединачна домаћинства која имају машину за веш                                                 | 7825     |
| 183 | Појединачна домаћинства која имају аутомобил или комби                                           | 4653     |
| 184 | Појединачна домаћинства која имају рачунар                                                       | 2422     |
| 185 | Појединачна домаћинства која имају фиксну телефонску линију                                      | 6087     |
| 186 | Појединачна домаћинства која имају мобилни телефон                                               | 6981     |
| 187 | Појединачна домаћинства која имају приступ интернету                                             | 1738     |